# L'uomo e lo Stato
L'uomo e lo Stato (Man and State) è l'opera politica più nota e sistematica di Jacques Maritain, pubblicata in inglese nel 1951, è il risultato di sei conferenze tenute a Chicago nel 1949.
L'opera si divide in sette capitoli.

## Il popolo e lo Stato
Dopo aver definito i concetti di comunità (realtà etico sociale in cui prevale l'aspetto biologico, il cui oggetto è “un fatto che precede le determinazioni dell'intelligenza e che agisce per creare una psiche comune inconscia” ed è un prodotto dell'istinto e della natura) e società (realtà etico sociale in cui prevale l'aspetto spirituale, il cui oggetto è “un compito da assolvere o un fine da raggiungere che dipende dalle determinazioni dell'intelligenza” ed è un prodotto della ragione e della forza morale), si passa a definire il concetto di Nazione (un gruppo etnico diviene nazione quando "diviene consapevole del fatto che esso costituisce una comunità di modi tipici di sentimenti o, meglio, che esso possiede una psiche inconscia comune"), che differisce nettamente da quello di corpo politico. Inoltre non è la Nazione a diventare Stato, ma lo Stato a far sì che la Nazione esista. Si passa a definire le “società”, cioè Stato (“parte specializzata negli interessi del tutto” e al servizio del corpo politico, da cui discende il suo potere) e corpo politico (realtà umana che tende al bene comune, fondata su giustizia e amicizia civica e che racchiude una pluralità di società particolari) e il primo sta in rapporto al secondo come la parte al tutto. Il bene comune non è solo la somma “delle utilità e dei servizi pubblici che organizzazione della vita comune presuppone”(.) ma anche l'integrazione sociologica di tutto ciò che vi è di coscienza civica e di virtù politiche nella misura in cui tali cose sono comunicabili e “fanno ritorno a ciascun membro, aiutandolo a perfezionare la propria vita e la propria libertà di persona”. Si critica poi la moderna concezione di Stato, foriera di gravissimi errori, poiché fonde Stato e corpo politico (lo Stato è ritenuto il tutto, persona morale e soggetto di diritto dotato di sovranità assoluta, separata e, per diritto naturale, che si pone come mezzo assorbendo il corpo politico e che si assegna un bene comune particolare da perseguire). Maritain afferma che, pur essendo stata la crescita di importanza dello Stato in sé normale, perché “il dovere primordiale dello Stato moderno è di mettere in atto la giustizia sociale”, c'è stata una “alterazione parassitaria” cioè il forte intervento dello Stato nella vita economica, sociale e culturale al fine di dirigerla e organizzarla in violazione del principio di sussidiarietà. L'autore si augura che in futuro l'intervento dello Stato si limiti ad una suprema regolazione della vita socio-economica lasciando ai corpi intermedi la loro autonomia. Si dà infine la definizione di popolo (“moltitudine delle persone umane che riunite sotto giuste leggi e da una reciproca amicizia per il bene comune della loro esistenza umana “), cui spetta sì il diritto all'autogoverno, ma non un diritto ad una sovranità separata da sé stesso. Il popolo “è la sostanza stessa del corpo politico”.

## Il concetto di sovranità
Il secondo capitolo è dedicato alla confutazione della nozione classica di sovranità e se ne esaminano le concezioni diffuse fra Seicento e Settecento. Si inizia con Bodin, secondo il quale lo Stato (cioè il Re) possiede un potere assoluto, limitato solo dal diritto naturale e da Dio (“Il principe sovrano non è tenuto a render conto che a Dio”). Secondo Bodin, essendosi il popolo spogliato di tutto il potere per trasferirlo al sovrano, quest'ultimo costituisce un tutto “separato e trascendente”; non quindi un potere al vertice, ma “al di sopra del vertice” e “che governa dall'alto”. Un potere quindi assoluto, illimitato nell'estensione e nella durata senza responsabilità verso alcuno. Maritain fa notare che Bodin ha trattato il problema in termini di beni posseduti anziché in termini di diritti posseduti per essenza o per partecipazione e che ha dimenticato il concetto tomistico di vicariato (il principe partecipa del potere del diritto all'autogoverno del popolo grazie alla fiducia che vi riscuote ed è una parte che rappresenta il tutto). Nel Seicento si affermò infatti l'idea secondo la quale “il re, come persona, possedesse un diritto naturale ed inalienabile a governare dall'alto i suoi sottoposti” e il potere del re potesse essere limitato solo “da una libera e graziosa concessione accordata dal re stesso”, poiché in sé assoluto, trascendente, separato e irresponsabile. La sovranità in seguito si definirà con Hobbes come ”diritto all'indipendenza suprema e al supremo potere come diritto naturale ed inalienabile” e “diritto ad una indipendenza e a un potere che nella loro propria sfera sono supremi assolutamente, ovverosia in un modo trascendente e non relativamente o come appartenenti alla parte più alta del tutto”. La sovranità è separata, quindi non partecipabile ed indivisibile. Ma né il corpo politico né lo Stato in realtà dispongono di questa sovranità. Infatti il corpo politico dispone solo della prima forma di sovranità, cioè al diritto alla piena autonomia interna ed esterna, ma non della seconda, in quanto il corpo politico non si autogoverna separatamente da se stesso e al di sopra di se stesso. Nessuna delle due forme di sovranità è posseduta dallo Stato: il suo potere discende dal corpo politico in virtù di una costituzione ed è semplicemente "una parte e un organo strumentale del corpo politico". Segue una dura critica alla filosofia politica di Rousseau: la sua concezione della sovranità, secondo la quale il popolo si governa separatamente e dall'alto di sé stesso, è per Maritain assurda e il legislatore descritto nel Contratto sociale che dovrebbe "alterare la struttura dell'uomo per rafforzarla" è il modello del dittatore moderno. Totalitaria è anche l'unione di potere civile e potere religioso, la distruzione dei corpi intermedi e la superiorità del diritto positivo a quello naturale e alla coscienza individuale. Maritain conclude invitando ad abbandonare il moderno concetto di sovranità che produce solo centralismo e irresponsabilità e incapace di far nascere una società mondiale superiore ai singoli Stati.

## Il problema dei mezzi
Il terzo capitolo affronta il problema dei mezzi e inizia stabilendo qual è il fine dell'attività politica. Esso non è né assicurare l'agio materiali a individui isolati né conseguire la padronanza sulla natura bensì “quello di migliorare le condizioni della vita umana in se stessa ovvero di procurare il bene comune della moltitudine in modo tale che ogni persona concreta possa veramente raggiungere quel grado di indipendenza che è proprio della vita civilizzata e a ottenere il quale concorrono in ugual modo le garanzie economiche del lavoro e della proprietà, i diritti politici, le virtù civili e la possibilità di coltivare lo spirito”.Ma quale forma di ragione deve guidare l'uomo nell'attività politica?La politica deve basarsi su una “razionalizzazione tecnica”o su “una razionalizzazione morale”?Maritain sceglie la seconda. La prima ha come fine la conquista e il mantenimento del potere, è amorale e trova il suo padre in Machiavelli. Nonostante le molte vittorie a breve termine, la razionalizzazione tecnica alla fine, mancando del tutto di forza morale, alla fine “si distrugge distruggendo il bene in cui risiede”. La razionalizzazione morale invece ha come fine il bene comune e sulla dignità dell'uomo, si lega alla filosofia politica antica e medioevale e si può attuare solo mediante la democrazia. Infatti solo mediante quest'ultima può avvenire un autentico progresso morale. Contro il machiavellismo, la forza è veramente forte solo se la giustizia è la regola suprema. Gravi sono le sfide che hanno di fronte le democrazie: devono impedire che la democrazia sia ridotta a tecnocrazia e che sia estromessa la fondamentale ispirazione evangelica su cui si fonda la stessa coscienza democratica(“la democrazia non può vivere che della ispirazione evangelica””).Altro grave pericolo è l'ipermoralismo che non comprende che la politica “è un ramo dell'etica ma distinto dagli altri rami” e che il fine della politica non è il bene ultraterreno ma il bene comune. Questo fatto rende leciti molti atti che “i pessimisti del machiavellismo volgono a vantaggio dell'amoralismo politico”(l'impiego della forza coercitiva, l'utilizzo dei servizi segreti, difesa dei propri interessi, il principio del male minore e del “fatto compiuto”).Si cita a proposito la dottrina della purificazione dei mezzi presa dall'opera “Umanesimo integrale” e già esposta. In caso poi di regressione morale di un gruppo sociale poi,”i precetti in se stessi non mutano, ma il modo in cui devono applicarsi scende ad un livello più basso”, rendendo leciti molti atti prima illeciti. Si passa a delineare i mezzi grazie ai quali il popolo può esercitare la sua supervisione nei confronti dello Stato democratico o totalitario. In quello democratico i mezzi di controllo sono le elezioni, la stampa, la radio e i gruppi di pressione. Si sottolinea poi l'importanza del principio di sussidiarietà e della partecipazione civica come antidoti al totalitarismo. Esistono poi altri mezzi “i mezzi di guerra spirituale”, ad esempio il Satyagraha di Gandhi, che combattono il male con la sofferenza e il sacrificio e sono particolarmente utili nella lotta per la libertà, per controllare un governo e per trasformare la società in senso cristiano. Molto diversa è la situazione in una società regressiva e totalitaria dove non esistono mezzi di controllo legali. Non è accettabile rifiutarsi “di impegnarsi in una qualsiasi attività politica perché i mezzi da impiegare (spionaggio, inganno, tradimento, collaborazione con i carnefici,(..)ricorso all'omicidio)”e neppure mettere da parte la legge morale “e acconsentire ad usare qualsiasi specie di mezzi corrotti, al fine di eliminare i peggiori carnefici e di salvare almeno un certo numero di persone che è particolarmente importante sottrarre alla morte o al fine di disporre i preparativi per qualche insurrezione finale”. Il primo atteggiamento infatti non è raccomandabile, il secondo immorale. Quale approccio bisogna adottare allora in questi contesti? Non esiste in una siffatta situazione alcun codice scritto che guidi l'uomo e “tocca alla coscienza di ciascuno formarsi in ogni caso particolare il giusto giudizio morale”, partendo dal presupposto che la legge naturale, pur non mutando in sé, assume forme sempre più basse mano a mano che si abbassa l'ambiente sociale, rendendo morali alcuni atti prima immorali (Maritain fa l'esempio dei monasteri che nella seconda guerra mondiale procuravano documenti falsi agli ebrei).

## I diritti dell'uomo
Il quarto capitolo è dedicato ai diritti umani sui quali “uomini divisi da opposte concezioni teoriche possono giungere ad un accordo puramente pratico” sia pure divergendo del tutto sulla loro giustificazione razionale degli stessi. Essendo possibile raggiungere un accordo sui principi pratici comuni (non speculativi), sarà possibile formulare anche principi di azione comuni. Nonostante molte teorie sul diritto naturale siano state confutate dal positivismo, questo fatto non può portare a rigettare una riflessione filosofica su di essa come d'altra parte il fallimento di una teoria sul diritto positivo non porta alla fine di quest'ultimo. Il concetto di legge naturale è stata infatti stravolto dalla modernità. Il razionalismo ha deformato il concetto di legge naturale trasformandola in “un codice scritto applicabile a tutti di cui ogni buona legge dovrebbe essere una trascrizione e che determinerebbe a priori le norme della condotta umana” e conoscibile in modo concettuale e razionale. La legge naturale è stata laicizzata al punto tale che con Kant si è giunti a farla derivare dalla stessa la libertà umana. Da tale autonomia discenderebbero i diritti naturali che vengono concepiti in maniera illimitata e infinita (sganciati da ogni norma oggettiva) e che esprimono l'indipendenza assoluto del soggetto. Ma questa concezione si è rivelata fallimentare, mettendo in pericolo gli stessi diritti umani che su di essa si fondavano. Si passa a delineare “il concetto autentico di legge naturale”, senza più le incrostazioni razionalistiche, i cui suoi padri vanno rintracciati nella scolastica del 600, in Tommaso, nei Padri della Chiesa, in Cicerone e in Sofocle. Posto che esiste una natura umana comune a tutti gli uomini e che ciascuno ha il potere di determinare i fini da perseguire, ognuno deve accordare i propri fini con i fini della natura umana. L'ordine secondo il quale la ragione umana deve agire per essere in concordanza con questi fini è la legge naturale. Ogni essere infatti ha la propria legge interna ossia “la sua normalità di funzionamento” come ha la propria essenza. La legge naturale insomma è “un modo proprio nel quale, in ragione della sua struttura e dei suoi fini specifici, ogni cosa esistente deve raggiungere la pienezza del suo essere” oppure può definirsi anche come “la formula ideale dello sviluppo di un determinato essere” e comporta un'obbligazione morale in quanto è un “ordine sia ideale che ontologico”. Di conseguenza ogni divieto morale affonda le proprie radici nella natura umana. La legge naturale però non è un codice scritto e quindi non è infallibilmente definita per tutti i casi e per tutte le situazioni. Gli uomini conosco la legge naturale a gradi diversi: l'unica conoscenza che è certa di essa in ogni uomo di ogni tempo è il principio secondo il quale bisogna evitare il male e fare il bene. La conoscenza di essa infatti si è gradualmente accresciuta nel corso della storia anche grazie alla Rivelazione. Tale conoscenza non è astratta e teorica come un teorema di geometria ma per inclinazione cioè una conoscenza “oscura, non sistematica, vitale, che procede per esperienza tendenziale per connaturalità e nella quale l'intelletto, per formare un giudizio, ascolta e consulta quella specie di canto prodotto nel soggetto dalle vibrazioni delle sue tendenze interiori”. La legge naturale ci assegna sia i nostri doveri che i nostri diritti il cui ultimo fondamento risiede nella legge eterna di Dio. Ma una filosofia che riconosce solo il fatto, non può giustificare il concetto di diritto perché non lo riconosce come valore anteriore e superiore al diritto positivo Si passano a definire i diritti naturali, dopo aver distinto fra legge naturale, legge positiva e diritto delle genti. Il diritto positivo non è un semplice ricalco di quello naturale visto l'immensa varietà di situazioni. Quanto al diritto delle genti, esso è intermedio fra i due: è conosciuto per deduzione razionale ma ha come contenuto cose appartenenti al diritto naturale sia le conclusioni necessarie di esso. Il diritto positivo si invece ricollega al diritto naturale in maniera contingente e transitoria ma solo grazie ad esso assume la forza di legge. Esso determina ciò che il diritto naturale lascia indeterminato. Diritti fondamentali e strettamente legati al diritto naturale sono il diritto alla vita, alla libertà e al perseguimento della propria perfezione. Anche il diritto alla proprietà e al suffragio dipendono dal diritto naturale ma le loro modalità particolari sono regolate dal diritto positivo. I diritti umani sono poi inalienabili poiché “sono fondati sulla natura stessa dell'uomo” ma questo fatto non implica che essi siano diritti illimitati. Inoltre i diritti umani sono strettamente legati al bene comune: la limitazione di alcuni diritti (assolutamente non limitabili) come il diritto alla vita o alla felicità infatti procurerebbe danni al bene comune al contrario la limitazione di altri come quello di associazione o di libera espressione in alcuni casi limitati è necessaria proprio per tutelare il bene comune. Anche i diritti umani assolutamente non limitabili sono suscettibili di limitazione “se non quanto al loro possesso, almeno quanto al loro esercizio”: chiedere di esercitare uno di questi diritti hic et nunc senza curarsi della struttura sociale inumana che impedisce l'esercizio di questi diritti, seppur legittimo, non è possibile in alcuni casi poiché causerebbe ingiustizie ancora peggiori. In questo caso non resta che riformare la società per rendere possibile ad ognuno l'esercizio dei propri diritti fondamentali. Maritain critica poi la tendenza “a gonfiare e a rendere assoluti i diritti sui quali si concentra la nostra attenzione, rendendoci così ciechi riguardo ad ogni diritto che venga a controbilanciarli”. È stato il caso dei diritti "sociali" che si sono nell'800 contrapposti e scontrati con i diritti "liberali". Ma questo scontro fu originato solo da motivazioni ideologiche e la contrapposizioni fra le due classi di valori è superabile.

## La carta democratica
ll quinto capitolo tratta della "fede secolare democratica": Essendo venuto meno sia il modello di stato sacrale medioevale sia quello razionalista e neutro dell'età moderna, bisogna secondo Maritain, fondare una democrazia personalistica e pluralistica, che non escluda l'ispirazione religiosa e che si fondi su una fede temporale la quale non sia né religiosa e neppure una sorta di "religione civile" ma che unisca tutti i cittadini in "un comune credo umano, il credo della libertà" senza distinzione di credo religioso o filosofico. L'oggetto di questa fede, che si esprime in una "carta democratica", non è speculativo ma puramente pratico, non cerca di imporre a tutti la propria visione religiosa o filosofica dei diritti umani ma si accontenta di una convergenza nella conclusioni pratiche mentre le giustificazioni teoriche degli stessi possono anche essere opposte e divergenti. L'adesione ai valori della carta sarebbe comunque ancora più forte in presenza di un popolo “penetrato di convinzioni cristiane”. Si passa a trattare dell'atteggiamento da avere con l'“eretico politico”, cioè con colui che “spezza le credenze e le pratiche democratiche comuni” : nei confronti di questo fenomeno si esclude l'uso della censura e si preferisce fare affidamento su processi di autoregolamentazione interni alla società e sull'educazione. Lo Stato in nessun caso può occuparsi delle “cose dell'intelligenza”, visto la natura pratica ed esteriore al vero, non ideologica della carta democratica. L'educazione alla libertà e alla carta democratica spetta prima di tutto alla famiglia poi in maniera ausiliaria e nei principi pratici allo Stato e alla Scuola. Gli insegnanti non potranno spiegare i valori della carta democratica senza ricorrere alla tradizione culturale a cui appartengono salvo cadere in un insegnamento “di formule astratte, libresche, esangui e separate dalla vita”. Quanto al rapporto fra scuole private e Stato Maritain afferma che"lo Stato dovrebbe aiutare lo sforzo educativo compiuto dalle diverse istituzioni private"anche se non dal punto di vista finanziario. L'ultima parte del capitolo è dedicato al concetto di autorità: l'autorità è "il diritto di guidare e di comandare “, non può essere disgiunta dal potere, è un'esigenza della legge naturale e deve essere obbedita in coscienza se agisce giustamente. Si fanno poi alcuni chiarimenti di alcuni punti già trattati nel secondo capitolo:si riafferma che il popolo dispone dell'inalienabile diritto all'autogoverno e che i governanti dispongono di una vera e propria autorità e non sono semplici strumenti del popolo. Il popolo, pur disponendo del diritto all'autogoverno, non lo esercita se non in casi limitati e investe di questo potere per partecipazioni uomini da esso scelti. Quale rapporto devono avere poi questi ultimi nei confronti del popolo?Secondo Maritain i governanti devono “educare il popolo e stimolarne la consapevolezza mediante il metodo stesso che si attua nel governarlo, in modo da ottenere in risposta a ogni tappa progressiva, ciò di cui è stato reso di volta in volta consapevole e che ha il desiderio di veder realizzato:penso ad una vera opera educativa, fondata sul rispetto del popolo e sulla fiducia in lui, e nella quale gioca in ruolo di “agente principale”, tutto il contrario, cioè, dei procedimenti degradanti che gli inculcano delle idee con puri artefeci propagandistici e con tecniche pubblicitarie". Bisogna essere attenti e dare voce a ciò che vi è più profondo e durevole nel popolo, ai suoi bisogni e alle sue richieste collettive, ai suoi più “intimi intendimenti” senza badare invece all'eventuale (viste le premesse, necessariamente transitoria), impopolarità su questioni contingenti. L'ultimo tema affrontato è quello delle “minoranze profetiche”, cioè quella spinta vitale, quel fermento profetico, fondamentale nelle democrazie, il cui compito è quello di “risvegliare il popolo, di spronarlo a qualcosa di meglio che non siano le quotidiane faccende di ciascuno, alla coscienza di un compito sovra individuale da assolvere”.Queste minoranze profetiche devono risvegliare e servire il popolo, non forzarlo ad “essere libero”, e non utilizzarlo ai propri fini.

## La Chiesa e lo Stato
Il sesto capitolo è dedicato ai rapporti fra Stato e Chiesa sia nei principi immutabili che nelle applicazioni concrete. Il corpo politico deve rispettare “la legge del primato spirituale”, subordinandosi, non come mezzo, ma come avente la propria dignità, seppur inferiore, ai valori sovra temporali. La Chiesa, poi, anche per il non credente, deve godere “di quel diritto alla libertà che fa tutt'uno, non solo con il diritto di libera associazione, ma anche con il diritto di credere liberamente nella verità riconosciuta dalla coscienza “e per il credente “la libertà della Chiesa esprime l'indipendenza stessa del Verbo incarnato”. In base a queste considerazioni il primo principio da formulare è “la libertà della Chiesa di insegnare, predicare e adorare;la libertà del Vangelo, la libertà della Parola di Dio”.La Chiesa è quindi autonoma dal Corpo politico e lo trascende ma non può essere separata da esso perché il risultato sarebbe di spezzare in due la persona umana. Deve bensì cooperare e collaborare con esso. L'applicazione storica di questi principi dovrà basarsi sul principio analogico. Dopo aver distinto la società sacrale del medioevo fondata sulla fede religiosa e contrassegnata dall'utilizzo della forza a servizio della giustizia e la società secolare contemporanea fondata sulla netta separazione fra sfera religiosa e politica e sull'ideale della conquista della libertà, Maritain illustra il suo ideale di laicità: -lo Stato deve abbandonare l'agnosticismo dello Stato liberale e deve lasciarsi ispirare dello spirito del Vangelo; -la superiore dignità della Chiesa sarà puramente spirituale e risiederà esclusivamente nel “pieno esercizio della sua superiore potenza di ispirazione capace di penetrare ovunque” ; - lo Stato, pur senza concedere privilegi che infrangano l'uguaglianza, riconoscerà la necessità di alcuni adattamenti della legge a funzioni e stati di vita diversi (vedere esonero dagli obblighi militari per i religiosi); -lo Stato si occuperà di affari religiosi solo in relazione al bene comune e potrà riconoscere una confessione religiosa la cui attività sia di preminente importanza per il bene comune; -lo Stato coopererà con la Chiesa in primo luogo con la promozione della dignità umana e in secondo luogo assicurandole la piena libertà e chiedendo la sua assistenza “in tutte le attività che tendono ad illuminare la vita e gli spiriti” per contribuire al bene temporale; – viene elogiato il modello americano di separazione fra stato e chiesa. Maritain conclude invitando le forze che amano la libertà a unirsi con la Chiesa nella comune battaglia per la dignità umana:”Nel corso di venti secoli di storia, predicando il Vangelo alle nazioni ed ergendosi davanti alle podestà carnali per difendere contro di esse la libertà dello spirito, la Chiesa ha insegnato agli uomini ad essere liberi. Oggi forze cieche che da duecento anni le hanno dato l'assalto in nome della libertà e in nome della persona umana deificata, lasciano infine cadere la maschera. Ora si presentano per quello che sono. La loro sete e asservire l'uomo. I tempi attuali, per miserevoli che siano, hanno di che esaltare coloro che amano la Chiesa e amano la libertà. La situazione storica da essi affrontata è definitivamente chiara. Il grande dramma del nostro tempo è il confronto tra uomo e lo Stato totalitario, il quale non è altro che il vecchio e bugiardo dio dell'impero senza legge che esigeva per sé l'adorazione di tutte le cose. La causa della libertà e della Chiesa si incontrano nella difesa dell'uomo”.

## Il problema dell'unificazione politica del mondo
Il settimo capitolo è intitolato “ il problema dell'unificazione politica del mondo” e affronta il tema della “organizzazione politica del mondo”. Le considerazioni di Maritain sono le seguenti. -Tutte le nazioni sono ormai interdipendenti dal punto di vista dell'economica ma questa interdipendenza economica non accompagnata da un'unificazione politica ha aumentato i conflitti; -Bisogna abbandonare il concetto hegeliano di stato persona e lo stesso concetto di sovranità che comporta un'anarchia dal punto di vista internazionale; -Il tomismo stesso insegna che "là dove né la pace né l'autosufficienza possano essere conseguite da una forma particolare, non è più quella forma particolare bensì una forma più vasta a costituire una società perfetta" cioè un Autorità mondiale; -Bisogna evitare di creare un super stato mondiale una sorta di “impero mondiale”, senza un corpo politico a cui rispondere ma semplicemente sovrapposto agli stati; -Al contrario degli imperi del passato che hanno tentato di unificare gli uomini con la guerra, Maritain afferma che “se un giorno potrà fondarsi una società politica mondiale, ciò sarà dovuto ai mezzi della libertà. È coi mezzi della libertà che i popoli della terra saranno portati a una comune volontà di vivere assieme”. Tutti gli uomini non saranno allora uniti per paura ma perché tutti si impegneranno per lo stesso compito: la conquista della libertà; -Questo comune compito non potrà che portare ad un livellamento e ad una redistribuzione della ricchezza a livello mondiale. -La comunità dei popoli dovrà diventare un solo corpo politico unito da amicizia civica e le nazioni diverrebbero di diritto ciò che ora sono già di fatto cioè corpi politici imperfetti. -Il primo passo può essere la creazione di un consiglio di saggi indipendente come somma autorità morale mondiale.